# Compagnie des docks d'Uraga

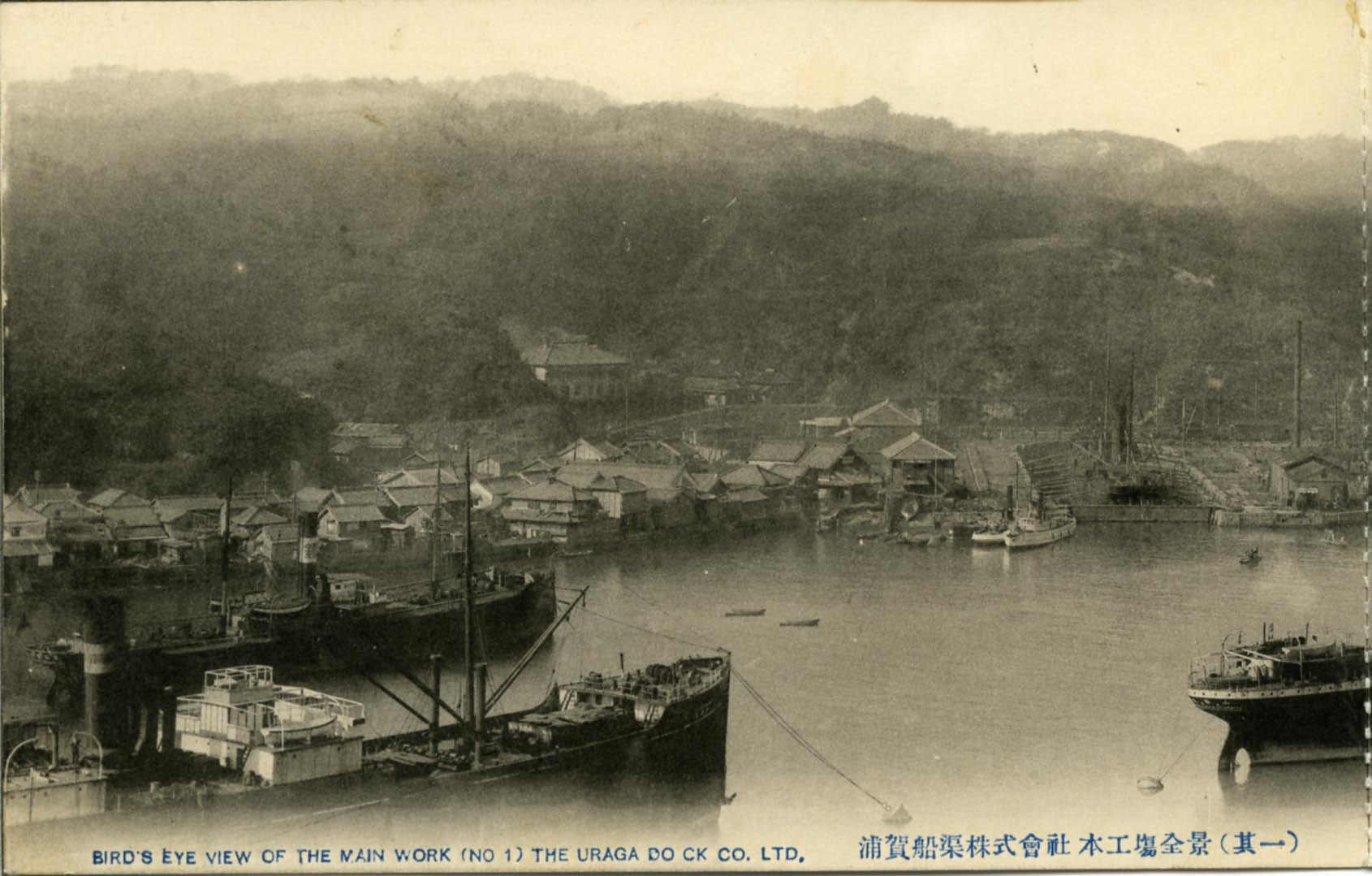
La compagnie des docks d'Uraga sur une carte postale de 1910.

La compagnie des docks d'Uraga (浦賀船渠株式会社, Uraga Senkyo Kabushiki Kaisha) était un important chantier naval privé situé à Uraga au Japon, qui produisit de nombreux navires pour la marine impériale japonaise.

## Histoire
La compagnie des docks d'Uraga est fondée par Enomoto Takeaki en 1869. Un chantier naval existait déjà à Uraga à la fin de l'époque d'Edo (1603-1867). Lorsque le navire amiral du commodore Perry accosta à Uraga en 1854, l'un des officiels du shogunat Tokugawa, Nakajima Saburosuke, qui monta à bord du navire américain était un charpentier de marine de profession. À partir de l'observation de l'intérieur du navire, il en déduisit les détails de sa conception et de sa construction et, après le départ de Perry pour les États-Unis, le gouvernement lui ordonna de commencer la construction d'un navire à trois-mâts, le Hōō-Maru. Il participa par la suite aux réparations du Kanrin Maru construit aux Pays-Bas, durant lesquels il construisit la première cale sèche du Japon en 1859. Cependant, le shogunat Tokugawa décida d'établir ses propres chantiers navals près de Yokosuka, et le site d'Uraga arrêta de fonctionner en 1876.
Nakajima meurt durant la guerre de Boshin de la restauration de Meiji en combattant du côté du shogunat. Après l'établissement du gouvernement de Meiji, ses anciens confrères Enomoto Takeaki et Arai Ikunosuke obtiennent d'importantes positions dans la nouvelle administration, et soutiennent l'établissement d'un chantier naval moderne sur les fondations établies par Nakajima. La nouvelle installation est inaugurée en 1897 et affronte immédiatement une crise lorsque la compagnie Ishikawajima Harima de Tokyo ouvre un site rival l'année suivante et commence à baisser ses prix pour détruire la concurrence. La compagnie des docks d'Uraga négocie pour racheter Ishikawajima en 1902.
En 1906, la compagnie des docks d'Uraga produit son premier destroyer pour la marine impériale japonaise, le Nagatsuki. Durant la suite de son histoire, les docks d'Uraga produisent plus de 1 000 navires, dont des ferrys, des paquebots, des navires-écoles, et des navires de guerre de toutes tailles. De nombreux vaisseaux sont également produits pour le marché étranger.
En 1919, la compagnie des docks d'Uraga est considérée comme l'un des plus grands et des plus équipés chantiers navals du monde. Des sites secondaires sont établis à Yokkaichi et à Tsingtao en Chine.
La compagnie des docks d'Uraga se caractérise également par la syndicalisation de ses employés, l'une des premières entreprises du Japon, qui se mettent en grève en 1905-1907, 1910-1911, et en 1915. 
Dans le Japon d'après-guerre, la compagnie des docks d'Uraga est acquise par le groupe Sumitomo en 1969. Elle est intensivement modernisée à plusieurs reprises mais la concurrence étrangère force le groupe à fermer le site en 2003.